# Геращенко, Виктор Владимирович
Ви́ктор Влади́мирович Гера́щенко (21 декабря 1937, Ленинград — 11 мая 2025, Москва) — советский и российский экономист и банкир, финансист. Почётный профессор. Единственный человек в России, который четырежды возглавлял главный банк страны (два раза Госбанк СССР (был снят на три дня после 21 августа 1991 года) и дважды — Банк России).

## Биография
Родился 21 декабря 1937 года в Ленинграде в семье банкира. Отец — Владимир Сергеевич Геращенко, в 1948—1958 годах был первым заместителем председателя правления Госбанка СССР. По словам банкира С. Егорова, «Геращенко-старший был глыбой банковского дела, человеком высокой эрудиции и широчайших взглядов». Мать — Геращенко (Клинова) Анастасия Васильевна. В семье также были три сестры (Валентина, Галина, Ирина) и брат (Анатолий).
Окончив в 1960 году Московский финансовый институт, начал трудовую деятельность бухгалтером в Госбанке СССР. В 1961 году стал бухгалтером Внешторгбанка СССР, затем назначен инспектором, потом экспертом Управления внешних и внутренних расчётов. С 1965 года стал одним из директоров Moscow Narodny Bank в Лондоне.
В 1967—1972 годах работал в должности заместителя управляющего, с 1969 года — управляющим отделением Московского народного банка в Бейруте в Ливане.
В 1972—1974 годах занимал должности заместителя начальника, начальника Управления валютно‑кассовых операций Внешторгбанка СССР.
В 1974—1977 годах работал председателем правления банка «Ost‑West Наndelsbank» (Франкфурт-на-Майне, ФРГ).
В 1977—1982 годах был управляющим отделением Московского народного банка в Республике Сингапур.
В 1982 году был назначен начальником валютного управления Банка внешнеэкономической деятельности СССР (с июля 1988 года — Внешэкономбанк).
С 1983 по 1985 год занимал пост зампреда правления Банка внешней торговли СССР. В 1985 году стал первым зампредом правления Внешторгбанка СССР. В 1988 году был назначен первым зампредом правления Банка внешнеэкономической деятельности СССР.
Председатель Госбанка СССР в 1989—1991 гг. До декабря 1990 года по должности входил в состав Совета Министров СССР.
Член КПСС (1963—1991), с 1990 по 1991 год — член ЦК КПСС.
В 1991 году был назначен руководителем департамента по вопросам кредитно‑денежной политики Международного фонда экономических и социальных реформ «Реформа».
С июля 1992 года — исполняющий обязанности председателя Центрального банка РФ.
С ноября 1992 по октябрь 1994 года был председателем Банка России. Находясь на этом посту, Геращенко провел конфискационную денежную реформу 1993 года для снижения инфляции и уменьшения уровня денежной массы.

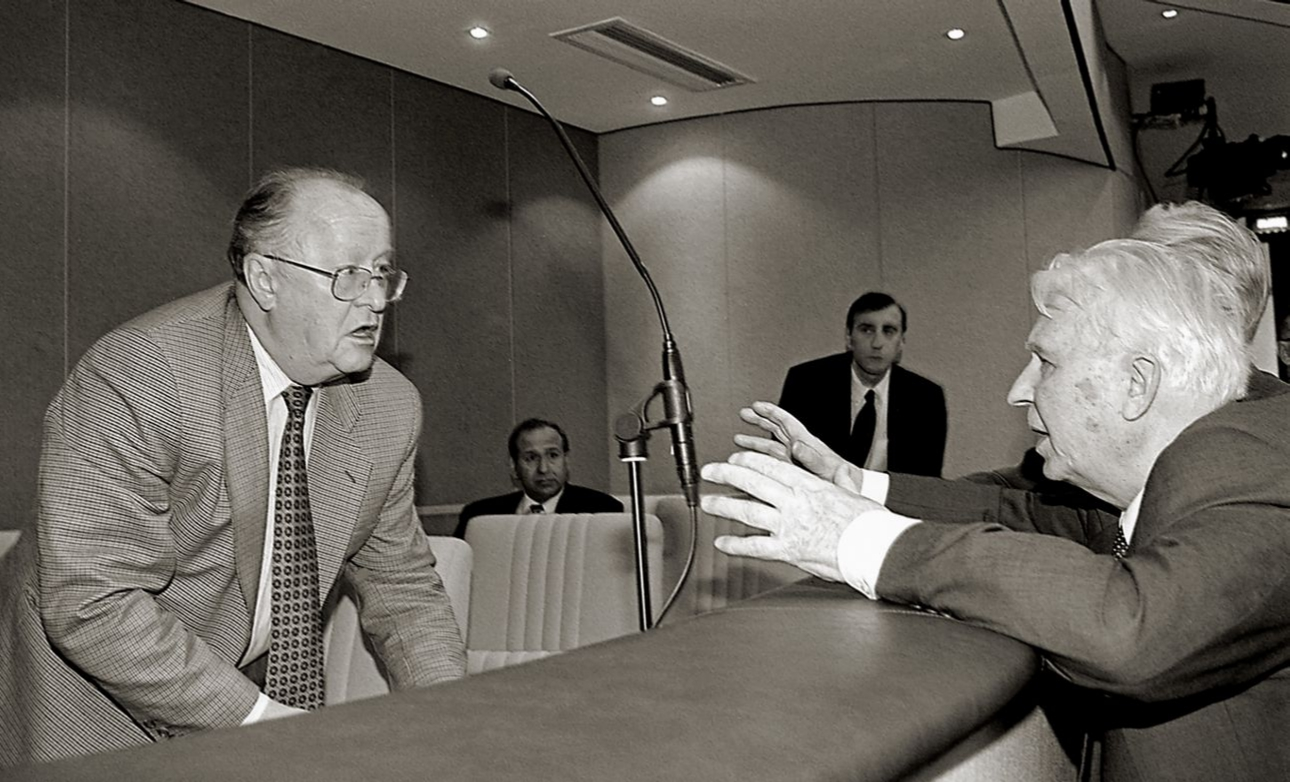
Виктор Геращенко и Егор Лигачёв в Государственной Думе. 2000

C 16 марта по 25 декабря 1993 года по должности главы Банка России входил в состав Совета Министров Российской Федерации и его Президиума.
В 1993 году был назначен полпредом России в Совете Межгосударственного банка СНГ. В том же году был избран председателем Совета Межгосударственного банка СНГ.
14 октября 1994 года отправлен в отставку с поста председателя Банка России в связи с критикой в адрес руководства регулятора, манипуляции курсом рубля с целью пополнения федерального бюджета за счёт средств Банка России: сначала организовавшее обвальное падение курса рубля, а потом быстро его восстановившее (чёрный вторник и красный четверг).
В 1994—1996 годах работал советником в Научно‑исследовательском институте банков Банка России (НИИ банков ЦБ РФ).
В 1996—1998 годах был председателем правления Международного Московского банка.
В ноябре 1998 года был назначен управляющим от России в Международном валютном фонде, в августе 2000 года был освобождён от этой должности.
11 сентября 1998 года вновь занял пост председателя Банка России.

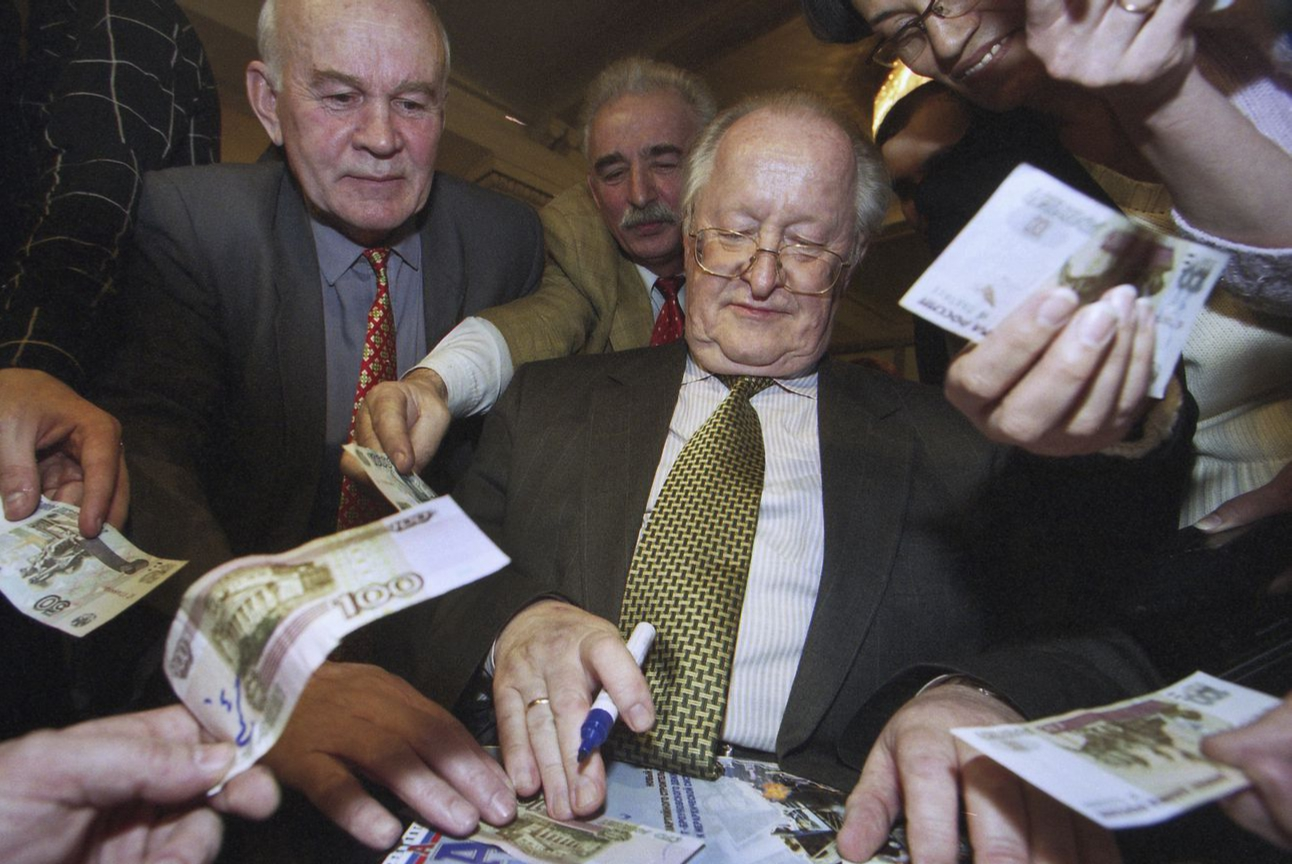
Виктор Геращенко раздаёт автографы после голосования за отставку с поста председателя Банка России, 20 марта 2002 г.

В марте 2002 года подал в отставку и 20 марта был освобождён Государственной Думой РФ по представлению президента РФ.
После увольнения год проработал в НИИ Банка России старшим научным сотрудником.
7 декабря 2003 года был избран в Госдуму РФ четвёртого созыва по федеральному списку избирательного объединения «Родина» (Народно‑патриотический союз).
В январе 2004 года был выдвинут кандидатом на пост президента РФ от политической партии «Партия российских регионов» (получил отказ в регистрации от Центральной избирательной комиссии Российской Федерации).

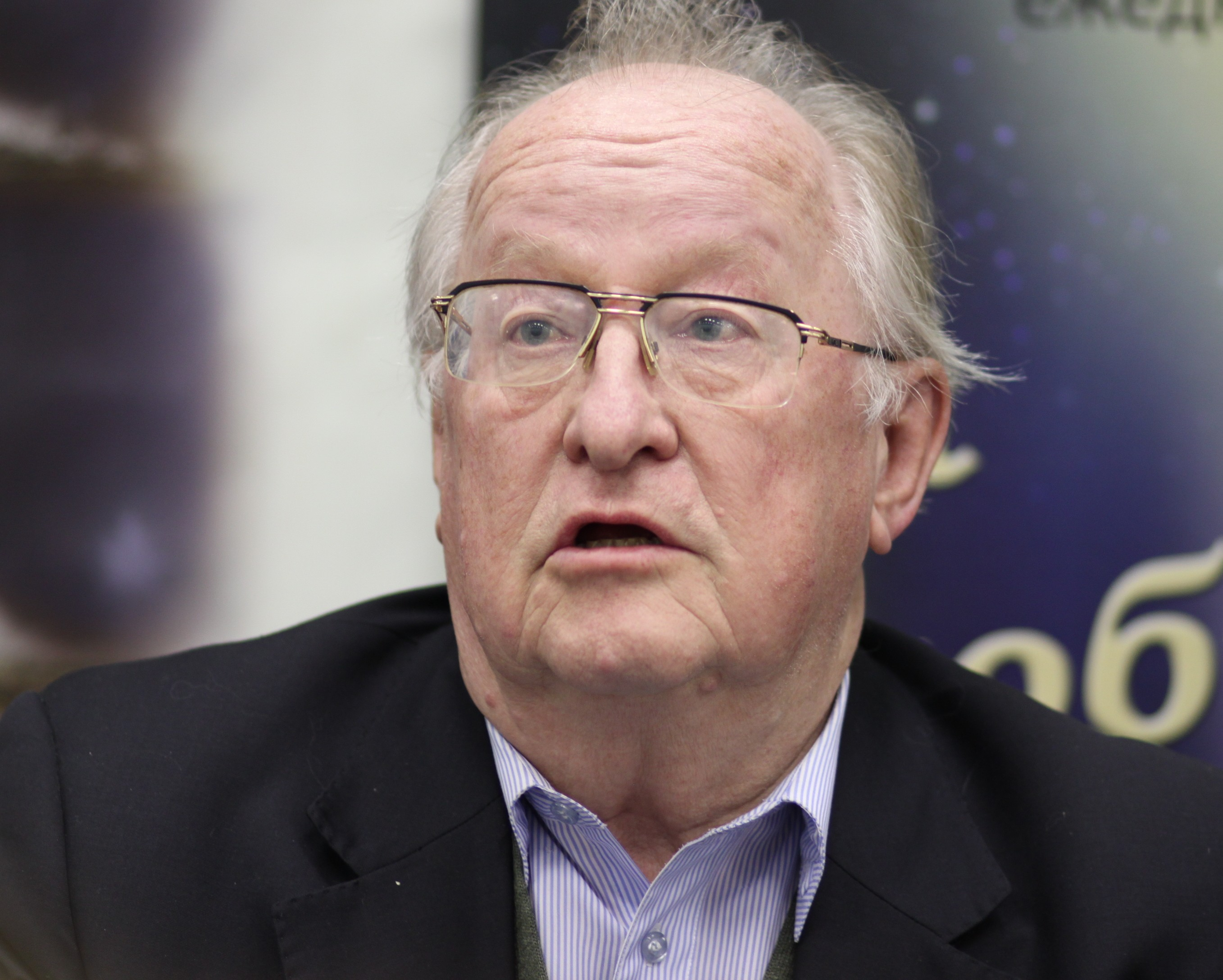
Виктор Геращенко в 2010 году

В начале июня 2004 года, уже после ареста М. Ходорковского, принял предложение руководства НК «ЮКОС» и возглавил совет директоров компании, сложив с себя депутатские полномочия. В августе 2006 года НК «ЮКОС» был объявлен банкротом, и началась процедура его ликвидации.
Работал старшим научным сотрудником НИИ ЦБ РФ. Являлся членом международного консультативного совета АФК Система.
Имел степень почётного доктора экономических наук и почётную профессорскую степень, был почётным доктором экономических наук Финансового университета при Правительстве Российской Федерации.
21 декабря 2012 года, в день своего 75-летнего юбилея, Геращенко провёл пресс-конференцию на тему «Россия и деньги. Что ждёт Россию?». В приглашении, разосланном гостям на празднование юбилея, Виктор Владимирович просил не дарить ему подарки, а вместо этого помочь благотворительному фонду Чулпан Хаматовой «Подари жизнь», занимающемуся сбором средств на борьбу с детскими злокачественными опухолями.
Свободно владел английским языком.
Умер 11 мая 2025 года в результате тяжёлой продолжительной болезни. 14 мая похоронен в Москве на Троекуровском кладбище.

## Оценки
- Егор Гайдар в своей автобиографии «Дни поражений и побед» описал назначение Геращенко на пост главы Центробанка как самую серьёзную из ошибок, которые он допустил в 1992 году[22].
- Для передачи точности мысли Геращенко иногда использовал в публичных интервью обсценную лексику, за что его ругала жена[2].

## Семья
- Жена[3] — Нина Александровна Геращенко[4] (Дроздкова; род. 28 марта 1938), по образованию экономист[4].
  - Дочь — Татьяна Викторовна[4] Макарова (род. 23 ноября 1961).
  - Внуки от дочери:
    - Поликанов Александр Сергеевич (род. 10 октября 1983), по образованию экономист (банковское дело), юрист.
    - Макаров Андрей Александрович (род. 7 июня 1988), по образованию экономист, работает в ЦБ РФ.

  - Сын — Геращенко Константин Викторович[4] (род. 28 июля 1969), на пенсии, живёт на даче в Подмосковье[2].
  - Внуки от сына:
    - Геращенко Владимир Константинович (род. 7 сентября 1992), по образованию экономист, в частном бизнесе.
    - Геращенко Юрий Константинович (род. 11 февраля 1997), по образованию экономист, работает в ЦБ РФ.

## Награды
- Орден Трудового Красного Знамени (дважды)[3][4]
- Орден Дружбы народов[4]
- Орден Почёта (1998) — за заслуги перед государством и многолетний добросовестный труд[23]
- Орден «За заслуги перед Отечеством» IV степени[4]
- Орден «За заслуги перед Отечеством» III степени (2000) — за большой личный вклад в развитие отечественной банковской системы[24]
- Медаль «В ознаменование 100-летия со дня рождения Владимира Ильича Ленина» (1970)
- Медаль «За трудовую доблесть»
- Юбилейная медаль «300 лет Российскому флоту» (1996)
- Медаль «В память 850-летия Москвы» (1997)
- Почётная грамота Президиума Верховного совета Российской Федерации (1992)[25]
- Национальная общественная премия имени Петра Великого (май 2001)[3]

## Сочинения
- Геращенко В. В. . Россия и деньги. Что нас ждет? — М.: Астрель: Русь-Олимп, 2009. — 221 с. — 3000 экз. — ISBN 978-5-271-22851-3.
- Нет дефолту! Работа над ошибками. — М.: Алгоритм, 2013. — 237, [2] с. : ил. — ISBN 978-5-4438-0547-4